# Maria Gażycz
Maria Gażycz (Višera, 20 marzo 1860 – Hrodna, 13 settembre 1935) è stata una pittrice polacca.
Fu una religiosa dedita alla pittura e al restauro artistico.

## Biografia
Maria Nowina-Chrzanowska, anche nota come Paula di Nazareth, nacque nel governatorato di Kursk, che a quei tempi faceva parte dell'Impero russo e morì a Hrodna, città allora annessa alla "Repubblica socialista sovietica della Bielorussia". Suo padre era un ingegnere impegnato nella costruzione di ferrovie e ponti a Kursk. Sua madre, Elzbieta, era svedese e apparteneva alla famiglia aristocratica dei Nobel. Seguendo le aspirazioni di sua madre fu educata in casa, con i suoi tre fratelli, secondo la rigida tradizione cristiano-ortodossa e trascorreva generalmente l'inverno a Varsavia. La sua inclinazione per l'arte fu subito evidente e fu assecondata dai genitori. Pertanto Maria iniziò i suoi studi di disegno e pittura nel 1874 come allieva del pittore polacco Wojciech Gerson sino al 1878, anno in cui espose per la prima volta nella Galleria nazionale Zachęta. Sempre per studio si recò quindi a Monaco ed infine si trasferì a Parigi per perfezionarsi, entrando nell'Académie Julian, dove seguì i corsi di William Bouguereau, Tony Robert-Fleury e di Jules Lefebvre.
Maria si specializzò nei ritratti, nelle scene di genere e nei soggetti religiosi. Sempre nel 1878 sposò Konstantin Gażycz (1848-1900), che aveva una residenza di proprietà nella regione di Hrodna. La coppia ebbe un figlio che morì ancora bambino. Dopo la morte di suo marito, nel 1900, Maria andò a vivere con sua sorella Janina, a Cracovia. L'anno seguente si convertì al Cattolicesimo e, nel 1906, entrò nel convento delle Sorelle della Sacra Famiglia di Nazareth a Roma. Prese i primi voti nel 1908 e i voti perpetui nel 1912. Dopo i voti firmò i suoi quadri come "Sorella Paula di Nazareth".
Fino al 1919, risiedette nel convento dell'Annunciazione di Hrodna, poi fu assegnata al convento di Lublino. Dal 1923 sino al 1928 fu di nuovo a Roma come Maestra delle novizie, nel convento della sede suburbicaria di Albano e fu superiora del convento stesso sino al 1932. Quando la sua salute cominciò a vacillare si ritirò a Hrodna, dove morì all'età di 75 anni.

## Galleria d'immagini

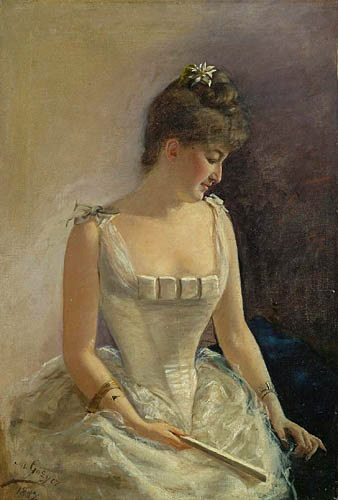
Dama vestita per il ballo (1897)
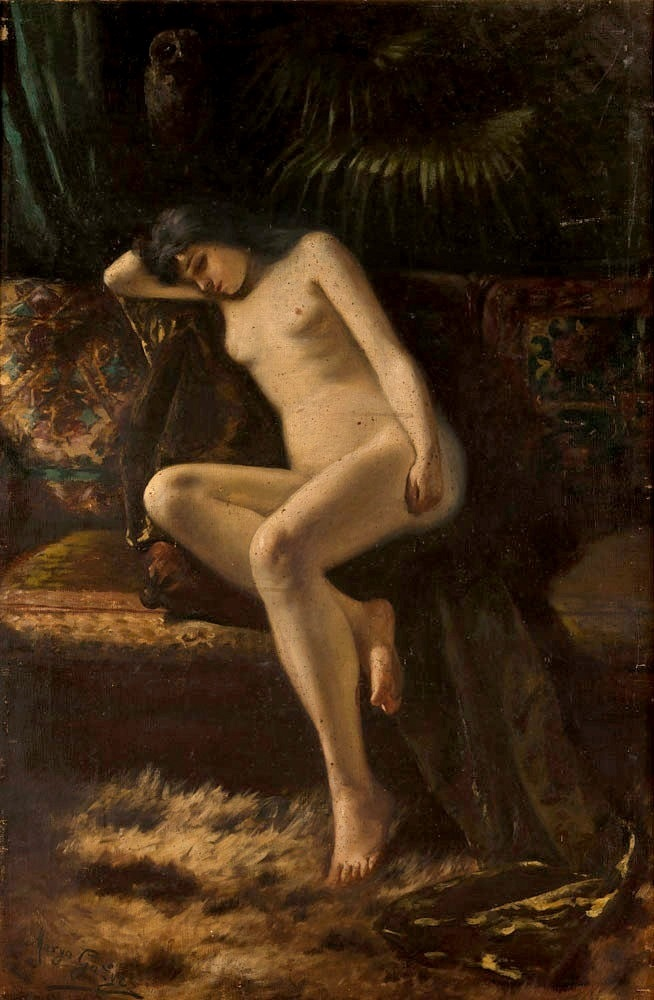
Nudo (1900)
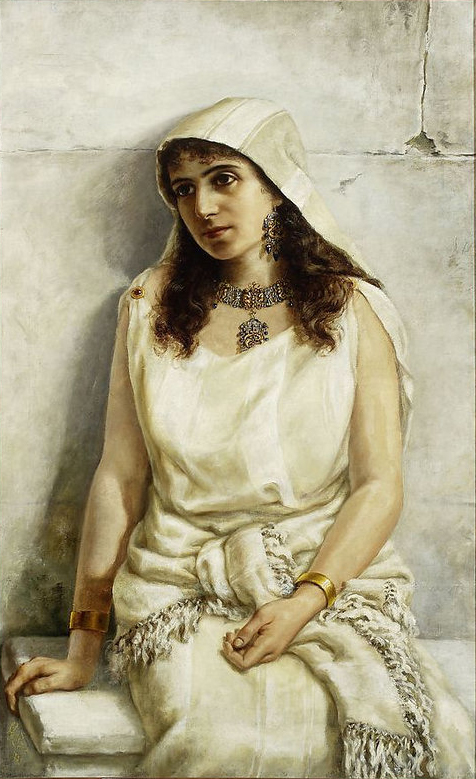
Bellezza orientale (1885)
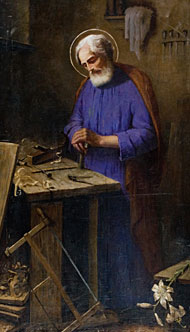
San Giuseppe (n.d.)
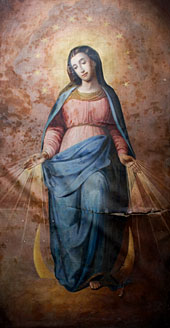
L'Immacolata (n.d.)